# Aurelio Pérez Martínez
Aurelio Pérez Martínez (Alhama de Murcia, 1930-2000) fue un pintor español de la Región de Murcia. 
Aunque nació en Alhama de Murcia su familia se trasladó a vivir a Murcia cuando tenía cinco años y un año después estalló la guerra civil española. Comenzó sus estudios de enseñanza media en el colegio San Antonio y los finalizó en el Instituto Alfonso X el Sabio, siendo alumno de José María Almela Costa. Su interés por la pintura le permitió que durante sus estudios de bachillerato conociese entre otros pintores a Clemente Cantos, Mariano Ballester Navarro, Antonio Campillo Párraga y Antonio Hernández Carpe.
En 1947 comenzó a estudiar en la Escuela de Artes y Oficios de Murcia teniendo como maestro a Luis Garay y en 1952 en la Real Academia de Bellas Artes de San Fernando en Madrid donde completó su formación y pudo visitar con frecuencia el Museo del Prado y otros museos. En 1957 se trasladó a vivir al sur de Francia donde realizó diversas exposiciones y pudo conocer la pintura francesa y las vanguardias del momento.
En 1962 regresó a Murcia y comenzó a trabajar como catedrático de dibujo en el instituto de Totana, casándose en 1968.
Fue miembro fundador del grupo Aunar junto a los pintores José María Párraga y Manuel Avellaneda y los escultores Elisa Séiquer, Francisco Toledo Sánchez, José Toledo Sánchez y José Hernández Cano, aunque el grupo mantuvo su unión durante no mucho tiempo su primera exposición en 1964 mostró un ánimo de renovación y ruptura en el panorama artístico murciano.
En su obra se nota la influencia cubista aunque siempre mantuvo una evolución hacia el realismo. De la síntesis del cubismo pasa al constructivismo y las experiencias figurativas, si bien siempre destacó la libertad e independencia con la que abordaba la pintura, su mayor pasión. Sus paisajes austeros, con predominio de los ocres y amarillos, recuerdan La Alcanara, paraje de su pueblo natal donde sus cenizas han sido esparcidas. Algunas de sus obras más conocidas son: «Cabeza» de 1969, «Campo de Lorca» de 1972, «Paisaje de Alhama» de 1975, «Muchacha con vestido de rosa» de 1986 y «Mujer» de 1995, así como los murales del Ayuntamiento de Alhama. Tiene varias obras en la colección permanente del Museo de Bellas Artes de Murcia.
A lo largo de su trayectoria profesional obtuvo numerosos premios entre los que pueden destacarse el primer Premio en el Concurso de Carteles para las Fiestas de Primavera de Murcia en 1970, la medalla de Bronce en la Exposición Nacional de la Obra Sindical en 1973 y el primer premio de Pintura "Villa de Fuente Álamo" en 1976. En 2007 se realizó una exposición antológica en Alhama.